# Théodore de Neuhoff
Pour les articles homonymes, voir Théodore Ier.
Théodore de Neuhoff, né le 27 août 1694 à Cologne et mort le 11 décembre 1756 à Londres, est un militaire, diplomate et homme politique originaire de Westphalie, élu roi constitutionnel des Corses le vendredi 13 avril 1736, sous le nom de Théodore Ier.

## Biographie

### Ascendance et famille
Théodore de Neuhoff est né à Cologne le 27 août 1694. Son père, le baron Leopold Wilhelm von Neuhoff ley Pungelscheid, , capitaine dans le régiment de Prusse de l’électeur de Brandebourg, était issu d'une famille de « bonne et ancienne noblesse » de Westphalie. Leopold est le frère du lieutenant-colonel impérial Friedrich Caspar von Neuhoff, commandant la place de Rheinfelden. Sa mère, Maria-Catharina von Neyssen, née au Luxembourg, était la fille d’un homme que l’évêque de Metz qualifie de « distingué en sa province ». Parmi les membres de la famille von Neyssen l'on relève notamment la sœur de Maria-Catharina, Marguerite Felicite de Neyssen, épouse de Monsieur de Mathias, capitaine de cavalerie et commissaire d'artillerie au service de sa majesté catholique, et  son neveu, Alexandre Maximilien de Neyssen (v.1693 † 1763), lieutenant-colonel d’infanterie, chevalier de Saint-Louis, capitaine des grenadiers du régiment de La Mark, pensionnaire du roi.
La sœur de Théodore, Marie Anne Élisabeth Charlotte de Neuhoff, née à Namur 28 février 1696, est connue sous le titre de comtesse de Trévou acquis par son mariage avec André de Bellfeuillac comte de Trévou, premier cornette des chevau-légers de Bretagne, conseiller au parlement de Metz. Théodore est le parrain du premier fils issu de ce mariage, Théodore Hyacinthe de Trévou, mort semble t-il en bas âge. La  marraine de l'enfant était, Marie Hyacinthe Danois, épouse de Jean Philippe de Saillant, lieutenant général des armées du roi et gouverneur des trois évêchés de Metz Toul et Verdun et gouverneur de la ville et citadelle de Metz ».

### Jeunesse et engagement jacobite
Le père du jeune Théodore, étant mort en 1695, sa mère épousa en secondes noces Jean-Baptiste-Benoist Marneau (ou de Marneau), trésorier provincial de l'extraordinaire des guerres au département de Metz directeur et receveur général des fermes et gabelles au département de Metz et du Clermontois, fils de monsieur de Marneau, trésorier provincial des Évêchés. Le couple vit à Metz, où Marneau exerce sa charge au moins jusqu’en 1710.
Théodore aurait été placé dans sa première jeunesse auprès de son oncle paternel, le baron von Drost qui lui fait suivre une scolarité chez les jésuites de Munster.
Le couple Marneau étant proche de la duchesse d'Orléans dite princesse palatine qui se déclare leur « bonne amie » dans la correspondance qu'elle entretient avec eux, Théodore et sa sœur sont respectivement reçus comme page et demoiselle de compagnie au service de la duchesse.
Satisfaite de son protégé, la duchesse le fait entrer en 1712 au régiment La Mark-cavalerie, dit "régiment de Courcillon", puis le 1er mai 1714, à l'issue de la guerre de succession d'Espagne, au service de l'électeur de Bavière, avec le grade de premier capitaine au régiment de cuirassiers de Tauffkirchen.

### Apprentissage politique et diplomatique
Cette première phase de la vie de Théodore de Neuhoff le met en contact avec le prétendant, Jacques François Stuart dont il épouse la cause. En 1715, il quitte le service de la Bavière pour participer à la tentative de rétablissement des Stuart. Il s'embarque avec le corps expéditionnaire du prétendant, dit « chevalier de Saint-Georges », avec le rang de lieutenant-colonel, dans l'un des ports français - essentiellement Saint-Malo ou Dunkerque - d'où partent les troupes jacobites avec l'accord tacite du Régent. Débarqué avec les troupes jacobites au nord d'Aberdeen, il doit s'enfuir avec eux après la bataille de Sheriffmuir
Revenu avec « désagrément » de cette expédition il poursuivit son engagement politique en auprès du baron Georg Heinrich von Görtz, Premier ministre du roi de Suède, Charles XII, alors en mission aux Provinces-Unies en défendant les intérêts jacobite représentés à Madrid par James Butler, 2e duc d'Ormonde, dans les tractations entre la Suède, la Russie et l'Espagne en faveur du rétablissement de la dynastie des Stuart.
Neuhoff se trouvant à Madrid  lors de la mort de Charles XII  qui entraîna la disgrace et l'exécution de Görtz le 12 mars 1719, le cardinal Jules Alberoni, ministre de Philippe V qui soutenait la cause jacobite le fit alors entrer au service de l'Espagne avec le rang de colonel. Ce fut là que le 14 avril 1720, le jeune baron de Neuhoff, épousa Anne Sarsfield de Kilmallock, née à Nantes le 5 avril 1697, l’une des filles de David Sarsfield, vicomte de Kilmallock, admise comme ses sœurs dans le corps des caméristes de la reine. Ce mariage est célébré solennellement dans la chapelle du Palais royal de Madrid par le chapelain d’honneur Agustin Piedra, prédicateur du roi, en présence d’Ángela Foch de Aragón, comtesse douairière Altamira, camérière majeure de la reine, Grande d’Espagne, de Restaino Cantelmo-Stuart y Brancia, prince de Pettorano, duc de Popoli, Grand d'Espagne, chevalier de l’Ordre de Santiago, de l’ordre de la Toison d'or, de l’ordre de Saint-Michel et de l’ordre du Saint-Esprit, d’Álvaro Antonio de Bazán Benavides y Pimentel, Grand d’Espagne, gentilhomme de la chambre du roi, marquis de Santa Cruz de Mudela, de Viso et de Bayonne, premier majordome de la reine Élisabeth Farnèse dans la chapelle du Palais royal de Madrid. Cette union conforta sa situation à la Cour de Madrid l'apparenta au vaste réseau d’entrepreneurs maritimes irlandais établis à Nantes, Saint-Malo et Cadix,
La défaite espagnole devant les puissances coalisées lors de la guerre de la Quadruple-Alliance ayant provoqué le renvoi d'Alberoni en décembre 1719, Neuhoff demeura cependant au service de l'Espagne dans le cadre de la politique de rapprochement entre l'Espagne et l'Empire, confiée au  duc de Ripperdá, ce qui le mit en contact des milieux de la diplomatie impériale.
En 1720, Neuhoff obtint une permission pour se rendre à Paris pour y régler avec sa sœur, les détails de la succession de leur mère, décédée le 17 février 1716. À Paris, il retrouva John Law, qu'il avait connu dans les cercles jacobites, et avec lequel il spécula en compagnie de sa sœur et de son beau-père Marneau. La banqueroute de Law entraina un conflit d'intérêts entre Neuhoff d'une part et sa sœur et son beau-père que le régent Philippe d'Orléans arbitra en faveur de la comtesse de Trévou et de Marneau. Pour échapper à la prise de corps ordonnée par le Régent, Neuhoff gagna les Provinces-Unies d'où il rejoignit Madrid. La justice espagnole refusa la demande d'extradition du Régent et relaxa le baron de Neuhoff après l'avoir assigné à domicile en attente de sa décision. Bien que son activité au cours de la période de 1721 à 1731 demeure jusqu'à ce jour mal connue, on sait néanmoins qu'il a séjourné en Angleterre qu'il était entré au service de l'empereur Charles VI au Portugal et Italie lors de l'intervention autrichienne en Corse en 1731.

### Rencontre avec les chefs insurgés
C'est dans ce contexte que Neuhoff s'intéressa à la cause insulaire et entre en contact avec des Corses hostiles à Gênes. Fin décembre 1733 - début janvier 1734, plusieurs rencontres réunissent Théodore et divers chefs insulaires, à Livourne. Ceux-ci jusqu'alors d'accord pour œuvrer à une souveraineté espagnole dans le respect des droits et prérogatives d'une représentation insulaire étaient alors confrontés au transfert des ambitions espagnoles de la Toscane promise à don Carlos, vers Naples et la Sicile dont les troupes espagnoles entreprennent pour lui la conquête dans le cadre de la Guerre de succession de Pologne.
Ces rencontres se conclurent par un accord entre Neuhoff, Luigi Giafferi, Sebastiano Costa, Erasmo Orticoni et le capitaine Antonio Francesco Giappiconi - alors au service de l'Espagne, mais apparenté aux Corses de Venise proches de Giafferi - en faveur d'une solution indépendante. Ces rencontres sont aussitôt dénoncées auprès des Espagnols par Gian Andrea Ceccaldi - indéfectiblement attaché à l'Espagne - et Don Giovanni Aïtelli, qui se révélera être un agent génois, ces deux derniers ignorant toutefois le teneur réelle des accords avec Neuhoff.
Le contenu politique de ce projet est exposé dans le Disinganno interno alla guerra di Corsica, paru en 1736 .

### Élection et règne direct (15 avril-10 novembre 1736)
Neuhoff débarqua à Aléria le 20 mars 1736. Le choix du lieu implique que Saverio Matra avait été associé au projet, car le débarquement eut été sans cela bien trop risqué, tant ce puissant chef de clan était maître incontesté des lieux. C’est sous la protection et avec l’aide de Matra, que Neuhoff mit en scène son arrivée : magnificence, cadeaux aux spectateurs, courrier aux généraux.
L’arrivée de Théodore permit de rassembler pour la première fois les principaux clans insulaires sur un projet commun et un même chef.
Le dimanche 15 avril 1736, à Alesani, une assemblée largement représentative des deux versants des monts adopta la constitution rédigée par Costa qui institua le royaume indépendant de Corse et fit de Neuhoff le roi constitutionnel des Corses sous le nom de Théodore Ier.
Théodore prit lui-même le commandement de l’armée nationale, assisté de Giappiconi, nommé capitaine de la garde royale. Les généraux Luigi Giafferi, Giacinto Paoli et Luca d’Ornano partagèrent le premier rang de préséance. Le cabinet de la guerre fut confié à Jean-Pierre Gaffory et à Simone Fabiani. La justice et plus généralement l’administration furent confiées à Sebastiano Costa, garde des sceaux et premier ministre de fait.
Le régime adopta tous les attributs de la souveraineté : lois souveraines, ordre de noblesse national, frappe d’une monnaie, constitution d’une armée, et projeta de se doter d’une université.
Théodore déclara une guerre totale à la république de Gênes. Il établit l’hôtel de la monnaie, s’assura de la possession des ports d’Aléria et de Porto Vecchio, ordonna le siège de deux principales places génoises, Bastia et San Pellegrino, et marcha en personne sur la Balagne. Le 2 juin, il rallia le Nebbio et établit son état-major à Patrimonio. Mais après de premiers succès la campagne s’enlisa dans le siège de Calenzana et tourna au désastre à la suite de l’assassinat de Simone Fabiani. Cet échec permit à Giacinto Paoli d'organiser une cabale qui provoqua la dislocation progressive du régime. Malgré l’échec des velléités de contre-offensive génoise et l'accueil de ses partisans du sud de l’île, Théodore fut contraint de partir à la recherche des moyens financiers et militaires nécessaires au rétablissement de son autorité. Ce qu’il fit le 10 novembre 1736, où il s'embarqua à Solenzara après avoir confié le pouvoir à un conseil de Régence.

### Régence (novembre 1736 - décembre 1740)
Inquiète du risque de voir une Corse indépendante établir des accords militaires et commerciaux avec des puissances rivales à proximité des côtes de France, la monarchie française s'emploie à ce que la Corse demeure génoise. Mettant à profit la maladresse du Complot de la Retirade, par lequel Charles VI avait entrepris de réunir la couronne de Corse à la Toscane revenue à son beau-fils, le duc François de Lorraine, le cardinal de Fleury obtient l’adhésion de l’Empereur au principe d’une intervention française. L’accord est signé le 12 juillet 1737 et les troupes françaises commandées par le comte de Boissieux débarquent le 6 février 1738.
Dans le même temps, Théodore préparait son retour d’Amsterdam où il était arrivé depuis avril 1737. Il y bénéficiait du soutien de l’opinion et du journaliste Jean Rousset de Missy, directeur du Mercure historique et politique, et de l’appui de personnalités politiques, notamment de Lucas Boon, député de la province de Gueldre à la chambre fédérale, et enfin de financiers notamment de Leendert de Neufville (nl), et les frères Jabach, de Middelburg, issus d’une dynastie de banquiers allemands dont deux membres, Joseph et Gerhard Jabach, avaient financé des achats d’armes pour les insurgés corses dès 1734.
Contrairement aux espoirs génois, le comte de Boissieux privilégie le dialogue avec les Corses et s’entoure d’Orticoni et de Gaffory dans la recherche de la solution politique voulue par Versailles. Il s’ensuit une situation équivoque, où les représentants semblent jouer le jeu auprès du général français, tandis que les généraux exercent la régence auprès de la population.
En août 1738, le retour de Théodore à la tête d’une flottille conséquente accompagnée jusqu’à proximité des côtes de Corse par le Brederode, puissant vaisseau de guerre de l’amirauté de Hollande, ranime l’opposition à la France. Bien que le débarquement de Théodore, rendu difficile par la présence française, se solde par un échec, le « règlement » de rétablissement de la république convenu entre Gênes et Versailles est rejeté, et la tentative de l’imposer par la force est mise en échec par les troupes insulaires à Borgo le 14 décembre 1738.
Théodore est accueilli à Naples sous la protection du consul de Hollande avec l'assentiment du roi de Naples. Sous la pression française, Théodore est d'abord mis aux arrêts dans la forteresse de Gaeta avant d'être expulsé.

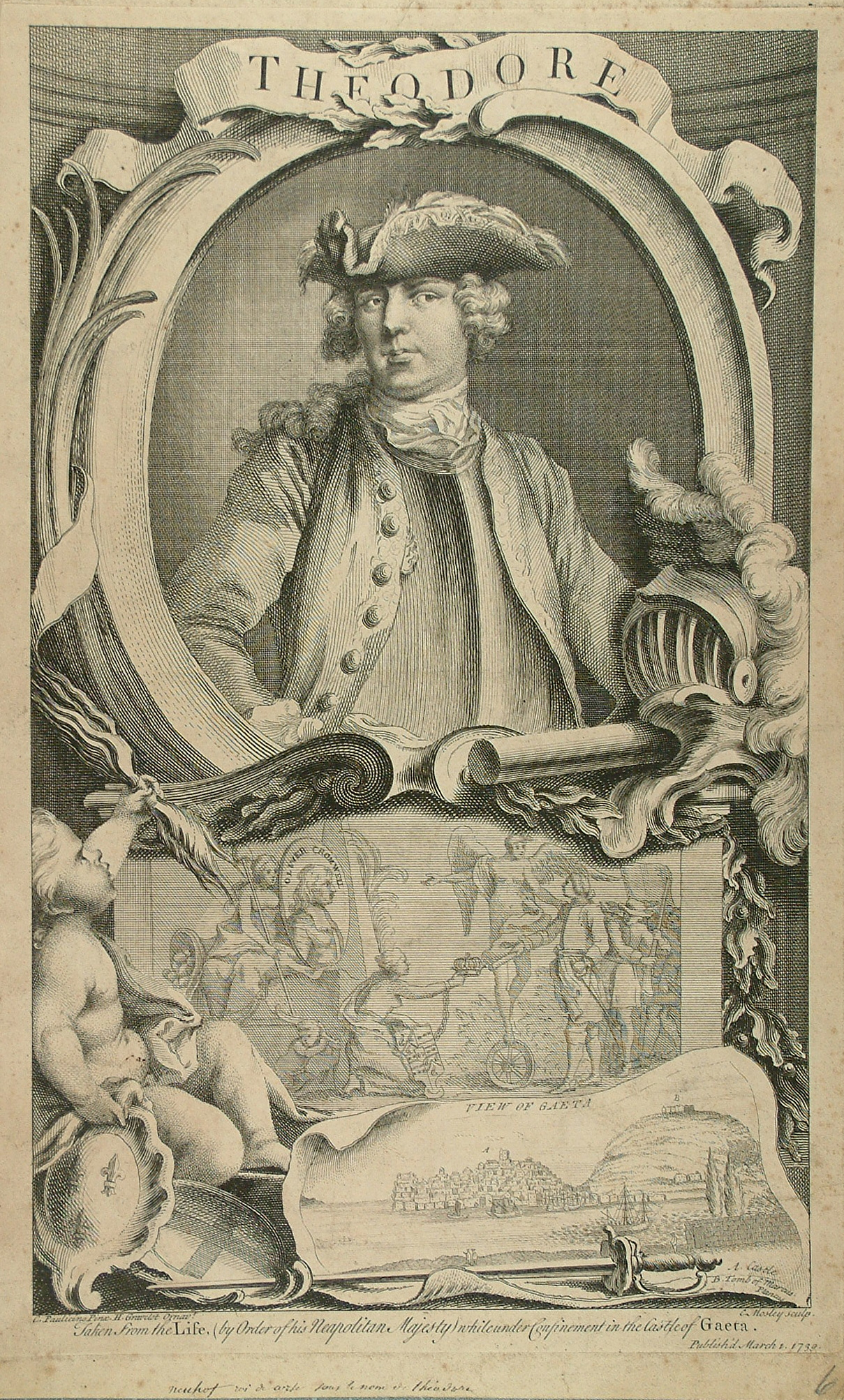
Portrait de Théodore réalisé d’après nature par ordre du roi de Naples, au cours de sa mise aux arrêts au château de Gaeta. Photocopie d’une copie de la gravure entrée au British Museum en 1881 et conservée sous la cote G, 5.112.

Le comte de Boissieux ne survit pas à sa défaite et meurt d’épuisement et de maladie. La monarchie française ne pouvant rester sur cette défaite envoie un puissant corps expéditionnaire commandé par le marquis de Maillebois. La région nord est rapidement conquise par les troupes françaises, et les généraux sont contraints à l’exil le 7 juillet 1739. Le Sud offre une âpre résistance sous la conduite de Johann Friedrich von Neuhoff, neveu de Théodore, de son parent le baron Matthias von Drost, de Milanino Lusinchi et du prévôt de Zicavo. Les derniers résistants sont réduits fin de décembre 1740. Milanino Lusinchi est roué vif à Ajaccio. Johann Friedrich von Neuhoff réussit à s'enfuir et entre au service du duc de Toscane. Matthias von Drost obtient sa grâce et reste en Corse où il épouse Maria Rosa Colonna de Bozzi.

### Nouvelles tentatives de retour (novembre 1742-1744)
Loin de renoncer, Théodore recherche des appuis auprès de l'Empire et de la Grande-Bretagne. Il est notamment soutenu par des officiers corses de Venise et par leur chef, le maréchal Johann Matthias von der Schulenburg. La Guerre de Succession d'Autriche ranimant l'hostilité latente entre la France et l'Angleterre depuis 1740, il réussit à convaincre l'Angleterre de le soutenir dans une nouvelle tentative. En novembre 1742, il embarque sur le Revenger, vaisseau de guerre de l’amirauté britannique et fait escale à Villefranche, port de guerre du royaume de Sardaigne. Le 7 janvier 1743,Théodore, le capitaine Barckley et le vice-amiral Mathews reçoivent à leur bord le Lieutenant Veldt-Maréchal Breitwitz, commandant des troupes autrichiennes en Toscane.
Devancé par une proclamation le disant soutenu par la Grande-Bretagne et partisan de l'Impératrice Marie-Thérèse d'Autriche, Théodore parait devant la Balagne et Ajaccio, mais ne parvient pas à rallier un parti parmi les insulaires à nouveau insurgés sous la direction de Gaffori et est débarqué à Livourne le 17 mars 1743. Il s'efforce encore de jouer un rôle dans le projet de débarquement anglo-sarde en préparation, mais il est définitivement rejeté par les alliés austro-anglo-sardes en juin 1744.

### Errance et fin dans la misère à Londres

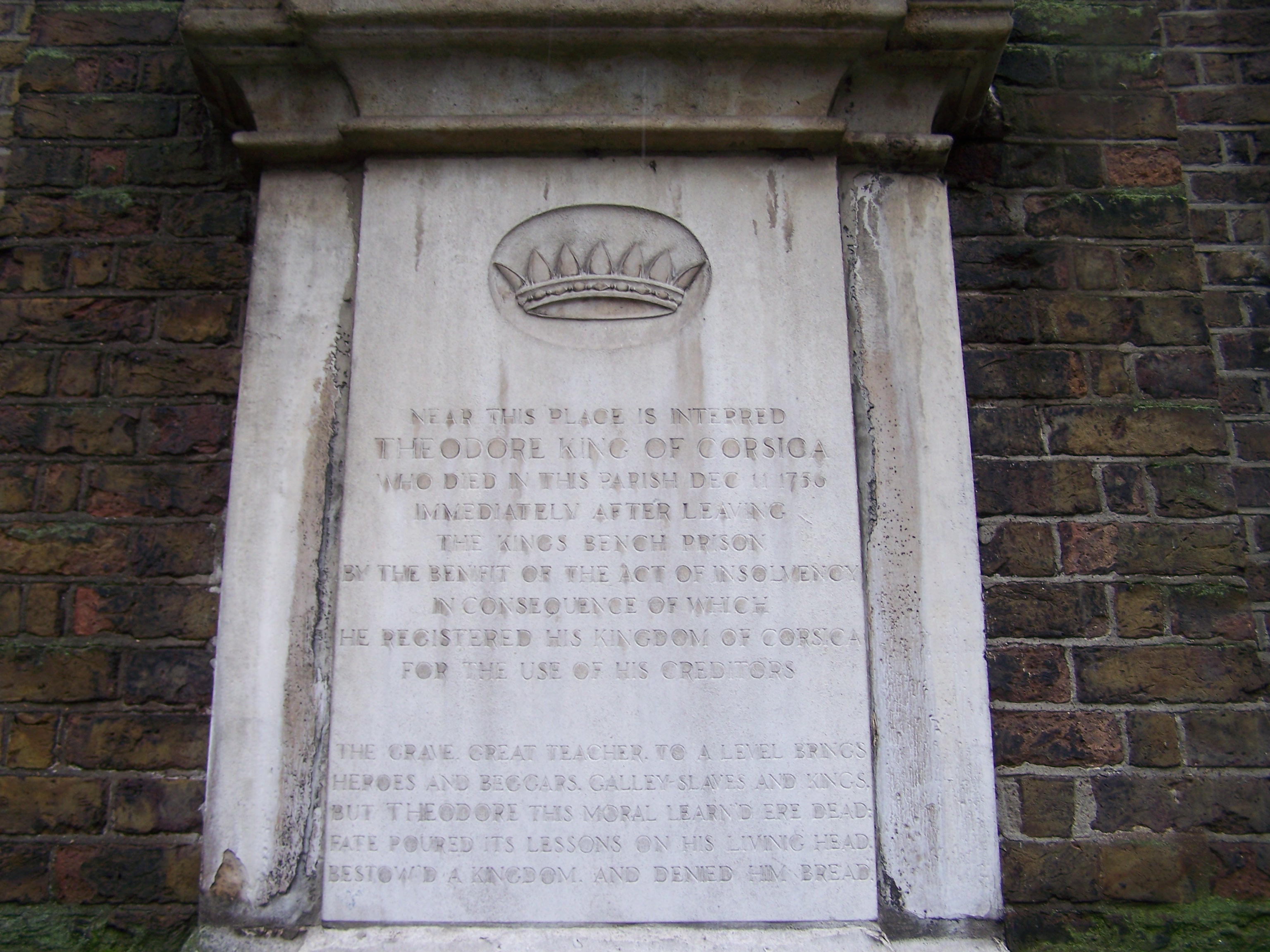
Monument funéraire du roi de Corse.

Poursuivi par les sicaires génois et de plus en plus isolé, Théodore mène une vie d'errance qui le conduit à Londres en 1749 où il est emprisonné pour dettes jusqu’au 6 décembre 1756. Malgré un certain succès dû à la curiosité mondaine, la misère ne lui est pas épargnée. C'est dans le plus complet dénuement qu'il meurt le 11 décembre 1756 dans le quartier de Soho chez un artisan juif. Ses dernières relations londoniennes feront graver au cimetière de l'église Sainte-Anne à Westminster cette épitaphe due à Horace Walpole :
« Près d’ici est enterré Théodore, roi de Corse,
qui mourut dans cette paroisse le 11 décembre 1756
immédiatement après avoir quitté la Prison de King's Bench
par le bénéfice du fait d’insolvabilité,
en conséquence de quoi il enregistra son royaume de Corse
pour l’usage de ses créanciers.
Le tombeau, ce grand maître, met au même niveau
Héros et mendiants, galériens et rois :
Mais Théodore fut instruit de cette morale avant que d’être mort.
Le destin prodigua ses leçons sur sa tête vivante.
Il lui accorda un royaume et lui refusa du pain. »
Il est à noter que le « près d'ici est enterré » signifie assez clairement que Théodore de Neuhoff a été mis en fosse commune. Un autre détail : la plaque de marbre que l'on voit ci-dessus est faite dans un marbre de très bonne qualité, ce qui signifie qu'elle fut placée après son absence d'enterrement décent. Certains historiens attribuent ce geste de miséricorde à Horace Walpole.
Contrairement à ce qui est affirmé par Le Glay, Théodore a plus apporté à la Corse qu'il ne lui a pris. Pour ce faire, il fallait bien qu'il adhérât à la cause insulaire. Son action a contribué à obliger la république de Gênes à dépenser des millions pour garder la Corse ce qui accéléra sa perte. D'une certaine manière, il a tenu sa promesse de chasser les Génois de son royaume : ruinés par cette guerre contre les Corses, à force de faire venir des soldats de l'Empire, des Suisses et des soldats de Louis XV, Gênes a dû céder la Corse à son allié tant redouté, en paiement de ses dettes.

## Problématique et contexte historique
Théodore de Neuhoff fait l'objet d'une bibliographie abondante, largement fantaisiste et le plus souvent à charge. Cette historiographie tend à placer le personnage en marge de l'histoire et à réduire la création du Royaume indépendant de Corse, à une anecdote pittoresque. Les légendes évoquant une mère "fille d'un marchand de Visé", prise en charge par Antoine - François - Gaspard de Colins, comte de Mortagne, chevalier d'honneur et premier écuyer de la duchesse d'Orléans qui en aurait été amoureux et autres assertions fantaisistes n'ont d'autre source initiale qu'une lettre anonyme écrite de Paris en 1736, répandue dans les milieux diplomatiques, puis reprise sous diverses formes et extrapolations romanesques. Une copie in extenso de cette lettre conservée dans les papiers de l'ambassadeur de Grande-Bretagne à Vienne Thomas Robinson, est éditée par Renée Luciani dans son édition des Mémoires de Sebastiano Costa.
C'est principalement sur la foi de ce document, plus ou moins assorti d'assertions d'origine génoise, que repose la thèse selon laquelle Théodore de Neuhoff n'aurait été qu'un aventurier et un escroc à son arrivée en Corse. Telle notamment la thèse avancée sans nuances  par André Le Glay, chanoine de la cathédrale de Monaco, dont les propos ont été largement repris sans vérification jusqu'à une période récente. Cette marginalisation historique apparait comme un moyen commode d'éviter la double problématique exposée dans les années 1970 par Fernand Ettori. La première est qu’il était impossible de prêter « aux Corses une naïveté de sauvages éblouis par quelques canons de fusils et quelques bottes turques, tandis que les chefs s’émerveillent du vin de Tunis et des tasses de chocolat offertes par le baron » ; de même qu’il est difficile d’admettre que l’arrivée de Théodore en Corse ait été ce « miracle du ciel célébré par le bon chanoine Albertini, curé de Piedipartini » et non le résultat d’une négociation préalable avec les chefs ; la seconde étant la nature et les objectifs des appuis dont il aurait pu disposer parmi les puissances de l’époque. Pour être comprise, la tentative du royaume indépendant de Corse doit être considéré dans son double contexte insulaire et international.

### Contexte insulaire
L'élection de Théodore de Neuhoff se situe dans le contexte général de la « Révolution de quarante ans » des Corses contre la république de Gênes (1729-1769). Son rôle politique se situe principalement dans la phase de la seconde insurrection (1734-1740). Il continue cependant à jouer un rôle dans la vie politique insulaire et dans les relations internationales jusqu'à la fin de la troisième phase vers 1748.
La révolution des Corses contre Gênes s'ouvre sur une émeute populaire antifiscale issue de la conjonction de problèmes agraires et de conflits interrégionaux. Le déclencheur de la révolte fut la prolongation d'une taxe compensant la vente des patentes d'armes, les due Seini, qui devait en principe arriver à son terme cette même année. Mal vécue pour la charge qu'elle représentait dans un contexte de mauvaises récoltes, le prolongement de cette imposition revêtait en outre un caractère politique dans la mesure où l'abrogation de la vente des patentes d'armes, qui avait été demandée par les notables insulaires pour améliorer la sécurité, n'avait été obtenue qu'au prix de l'instauration de la dite taxe pour compenser la perte de revenu de la vente des patentes. Or, non seulement, cette mesure n'avait pas produit les effets escomptés mais les fonctionnaires génois continuaient à vendre des patentes d'armes et même les armes confisquées, faisant ainsi de cet impôt un symbole de l'incurie et de la malhonnêteté de l'administration génoise.
Les premières émeutes s'étendirent en novembre 1729, dans la région du Bozio, gagnent la Castagniccia où elle se transforment en insurrection armée à partir du soulèvement du Poggio de Tavagna (l'un des villages qui forment aujourd'hui la commune de Poggio-Mezzana) du 30 janvier 1730 dans laquelle sont impliqués des proches de Luigi Giafferi, principale figure de la chambre des représentants insulaires — les Nobles XII — qui censés seconder le gouverneur, avaient refusé d'approuver la prolongation des due seini. Saint-Florent et Algajola sont alors attaquées. Luigi Giafferi, Gian Andrea Ceccaldi et l'abbé Carlo Francesco Raffaelli représentant les trois ordres de la noblesse, peuple et clergé sont élus généraux de la Nation corse, constituent une armée qui envahit la ville basse de Bastia, assiège la citadelle et provoque l'effondrement de la domination génoise dans l’intérieur de l'île.
Gênes fit alors appel aux troupes de l'empereur Charles VI, qui intervinrent — en accord avec la France et les principales puissances — pour rétablir l'autorité de la république de Gênes sur la base de concessions aux revendications insulaires. Les propositions génoises étant aux antipodes de celles formulées par les représentants des insurgés, les troupes autrichiennes entrèrent en campagne. À la suite d'échecs successifs, les troupes impériales reçurent un renfort massif placé sous la conduite le commandement du prince de Wurtemberg. Écrasés par une puissance largement supérieure, les chefs insulaires durent capituler et se rendre au prince de Wurtemberg qui les remit aux Génois. En dépit de ce qui avait été convenu sous le sceau de la garantie impériale, les chefs furent emprisonnés dans la forteresse de Savone en octobre 1732. Libérés sous la pression de l'Empereur, ils prirent le chemin de l'exil en attendant le départ d'une nouvelle insurrection rendue inéluctable par l'entêtement des Génois à ne rien concéder, insurrection qui reprit effectivement au cours de l'année 1734.
C'est dans l'intervalle entre l’emprisonnement des chefs et la reprise de l’insurrection que Neuhoff, qui se trouve à Gênes, se passionne pour la cause insulaire et entre en contact avec des Corses opposés à la République ligure.

### Contexte international
La participation de Théodore de Neuhoff à la révolution corse de 1729-1769 se déroule sur fond des opérations militaires de la guerre de succession de Pologne (1733-1738), de la guerre de Succession d'Autriche (1740-1748) en Italie et de la paix relative de 1738-1740, celles de la guerre de l'oreille de Jenkins, conflit maritime qui opposa la Grande-Bretagne à l’Espagne entre 1739 à 1748.
De 1736 à 1740, l’ensemble des puissances condamnent unanimement le couronnement de Théodore et la proclamation d'un royaume indépendant de Corse, comme une atteinte inacceptable aux droits de la république de Gênes. Mais il s'agit là d'une position de principe. Dans la réalité, l’événement est reçu avec des arrière-pensées variables en fonction des intérêts des uns et des autres. La perspective d’une Corse indépendante ouverte à leur commerce intéresse la Grande-Bretagne et les Provinces-Unies, la première voyant en outre en la baie de Calvi une escale favorable face aux ports français de Toulon et Marseille. L’Empereur Charles VI et son gendre François de Lorraine, bien que l’Espagne soit alliée de la France, Philippe V, et surtout Élisabeth Farnèse tient à garder de bons rapports avec les Corses au cas où l’opportunité d’attribuer la couronne de Corse à l’un des fils se présenterait. L’événement est enfin attentivement suivi par le Roi de Sardaigne de la maison de Savoie Charles-Emmanuel III, rival naturel de la République de Gênes pour ses débouchés maritimes et continentaux.
Ces arrière-pensées apparaissent au grand jour lors de la tentative de retour de Théodore en 1739 avec l'appui d'un fort parti politique, économique et d'opinion des Provinces-Unies et la protection bienveillante du roi de Naples d'alors (le futur Charles III d'Espagne), et plus encore lors de la période 1742-1748 avec la tentative de retour de Théodore sur la flotte anglaise, puis l’intervention conjointe des troupes sardes et autrichiennes en Corse avec l’appui de la flotte britannique.
Autant de raisons qui conduisirent la monarchie française à exiger et à faire en sorte que la Corse reste formellement sous la domination génoise.

## Littérature
Le roi Théodore est un des personnages du conte de Voltaire, Candide, où il est un des convives du souper de Venise, où six rois évoquent leur destinée. La sienne émeut Candide qui lui fait présent de diamants.
Voici ce que dit Théodore dans (Candide, Chapitre XXVI sur Wikisource) :
« Messieurs, dit-il, je ne suis pas si grand seigneur que vous ; mais enfin j’ai été roi tout comme un autre ; je suis Théodore ; on m’a élu roi en Corse ; on m’a appelé Votre Majesté, et à présent à peine m’appelle-t-on Monsieur ; j’ai fait frapper de la monnaie, et je ne possède pas un denier ; j’ai eu deux secrétaires d’état, et j’ai à peine un valet ; je me suis vu sur un trône, et j’ai longtemps été à Londres en prison sur la paille ; j’ai bien peur d’être traité de même ici, quoique je sois venu, comme Vos Majestés, passer le carnaval à Venise.»
Il est aussi le personnage principal de l'opéra héroïco-comique de Giovanni Paisiello Il re Teodoro in Venezia, créé à Vienne en 1784. L'opéra raconte les déboires du roi détrôné, caché sous un faux nom dans une auberge vénitienne par crainte de ses créanciers au moins autant que de ses ennemis politiques. À noter que dans cet opéra, (qui sera traduit en français par M. Moline, et joué devant le roi en 1786), son confident s'appelle Gafforio, tandis que, pour échapper à ses créanciers, il utilise le nom du comte Albert (celui qui le commandait en réalité quand il avait été capitaine des gardes bavarois) et qu'il a ses deux vers qui résument bien sa vie, en définitive (Acte I, scène I) :
Sans royaume et sans argent, 
On est Roi bien tristement.

## Divers
Des peintures murales, restaurées par le propriétaire Alexandre Gianninelli, artiste peintre et plasticien, (elles avaient disparu sous du papier peint XIXe) sont visibles à la Casa Theodora à Muro en Haute Corse. Cette demeure (XVIe siècle, 1516) était celle de la famille Giuliani dont un représentant (Jean-Thomas Giuliani, lieutenant de Gaffory) aurait accueilli le roi Théodore en Balagne. Ces fresques représentent notamment les vaisseaux du roi Théodore face à L'Île-Rousse entre 1736 et 1740.
La Casa Theodora est devenue un hôtel.

### Textes apocryphes
Testament politique de Théodore 1er, roi des Corses, publié par E. Orsini, capitaine d’infanterie, officier d’académie, Montpellier, 1895. (Ed. très libre du manuscrit de Grenoble de la bibliothèque du prince évêque Jean de Caulet).

### Romans
- Néry, Gérard, Santa et le roi de Corse, roman, éd. Trévise, Paris, 1978.
- Rogliano, Jean-Claude, Les mille et une vies de Théodore, roi de Corse, Paris, Lattes, 2009
- Tralow, Johannes, Neuhoff. König von Korsika, Berlin, Verlag der Nation, 1995

### Blog
- King Theodore's Corsica, Discussion in 'Alternate History Discussion: Before 1900' started by Carp, Jun 11, 2017. https://www.alternatehistory.com/forum/threads/king-theodores-corsica.419096/

### Documentaires
- Théodore Ier, roi des Corses, documentaire d'Anne de Giafferri, ADR Productions, 2013, 52 min